# Айртон, Герта Маркс
Герта Айртон (урожд. Феб Сара Маркс; англ. Hertha Marks Ayrton; 28 апреля 1854 — 23 августа 1923) — английский инженер, математик и изобретатель. Первая в истории женщина, получившая медаль Хьюза от Королевского общества за работу над электрической дугой и песчаной рябью.

## Ранние годы
Феб Сара Маркс родилась в Портсмуте, Англия, в 1854 году. Она сменила свое имя на Герту, когда была подростком. Герта была третьим ребёнком в семье еврея-часовщика, иммигранта из Польши. Её отец рано ушёл из жизни, в 1861 году. Мать пыталась самостоятельно прокормить детей, но ей с трудом удавалось это, несмотря на большой талант к вышивке и помощь различных благотворительных организаций. О приличном образовании детей речь даже не шла. Поэтому мать отдала Герту на воспитание своей сестре, учительнице и совладелице частной школы в Лондоне. Она изучала французский язык, музыку, предметы народного хозяйства, а также математику и латынь.
Окончив школу, Герта осталась в Лондоне и начала зарабатывать себе на жизнь рукоделием, помогая своей семье.

## Образование и карьера
Талантливая девушка была замечена богатыми сторонниками женского образования и те вносят за неё плату за обучение в Кембриджском университете, где, специально для женщин, ими основан Гиртон-колледж.
После сдачи вступительных экзаменов по математике и английскому языку в 1876 году, Герта стала студенткой. Вместе с Шарлоттой Скотт она создала математический клуб, а чуть позже начала заниматься репетиторством. Появившиеся деньги она решила использовать для продолжения учёбы.
В 1881 году Герта сдала экзамены и получила степень бакалавра в Лондонском университете.
Герта пришла к науке благодаря своим изобретениям. Будучи ещё студенткой она изобрела сфигмограф для регистрации пульса в артериях.
Также её важным изобретением стал разделитель линий, состоящий из серии параллелограммов, предназначенных для разделения линий на любое количество равных частей. На это изобретение был получен патент и оно было продемонстрировано на выставке женской промышленности.
В 1884 году Герта поступила на вечерний курс в технический колледж Финсбери к профессору Уильяму Эдварду Айртону.
В 1893 году Герта сделала важное открытие. Электрические дуги использовались для создания яркого света. Углеродные электроды и газ между ними нагревались до состояния высоковольтного разряда.
Герта разработала теорию, связывающую длину дуги с давлением и напряжением, и проследила шипящий шум до окисления, а не испарения материала электрода. Эта работа была опубликована в «Электрике» (англ. The Electrician) в 1895 году.
В 1899 году Институт инженеров пригласил её прочитать лекцию. Позже она была избрана в члены института и получила одну из своих наград.
В 1899 году Герта руководила секцией физической науки на международном женском конгрессе в Лондоне.
В 1900 году Герта выступала на международном электрическом конгрессе в Париже.
Её успех привел к тому, что Британская ассоциация по развитию науки позволила женщинам работать в общих и секционных комитетах.
С 1883 года и до своей смерти Герта зарегистрировала 26 патентов: 5 по математическим разделителям, 13 по дуговым лампам и электродам и остальные по воздушному двигателю.
В 1906 году стала первой женщиной, получившей медаль Хьюза от Лондонского королевского общества, которая ежегодно присуждается за оригинальные открытия в области физических наук. До 2005 года была единственной женщиной, получившей эту медаль.

## Личная жизнь
6 мая 1885 года Герта вышла замуж за вдовца Вильяма Айртона (англ. Will Ayrton), удочерив его четырёхлетнюю дочь Эдит.
В 1886 году Герта родила дочь Барбару.

## Смерть
Герта Айртон умерла в Северном Лэнсинге, Сассексе 26 августа 1923 года от отравления крови, в результате укуса насекомого.